# Oster, Borzna
Oster (în ucraineană Остер) este un sat în comuna Horoșe Ozero din raionul Borzna, regiunea Cernihiv, Ucraina.

## Demografie
Componența lingvistică a localității Oster
     Ucraineană (100%)
Conform recensământului din 2001, toată populația localității Oster era vorbitoare de ucraineană (100%).